# Mohamed Youssef Ibrahim
Mohamed Youssef Ibrahim (23 de enero de 1947) es un exministro del Interior en el Gobierno de Egipto. Retirado del ministerio en 2007, Ibrahim fue nombrado el 7 de diciembre de 2011 por Kamal Ganzouri, entonces primer ministro de Egipto. Ibrahim fue sustituido por su ayudante Ahmed Gamal El Din un agosto de 2012 en una remodelación de gabinete por Mohamed Morsi.

## Carrera
Después de graduarse, se unió a la Dirección de Policía de El Cairo, y luego trabajó en el sector de la seguridad pública como un oficial de recinto. En la década de 1970, fue publicado en la Seguridad del Estado. Se desempeñó como director de las Direcciones de Seguridad de Sohag y El Minya en la década de 1990. En 2001, se convirtió en asistente del ministro del Interior para el Centro del Alto Egipto. En 2002, fue nombrado asistente del ministro del Interior para el departamento de prisiones. En 2003 fue nombrado asistente del ministro del Interior y el director general de la Dirección de la Policía de Giza. En 2006, Ibrahim se convirtió en el primer ministro adjunto del Interior para el sector de la seguridad económica y se retiró en 2007.